# Macrocollum
Macrocollum («велике горло») — рід динозавра з клади завроподоморфів, який жив у пізньому тріасовому періоді (близько 225 мільйонів років тому) на півдні Бразилії (Ріо-Гранде-ду-Сул). Тип Macrocollum itaquii був офіційно описаний трьома палеонтологами у листопаді 2018 року. Виявлено добре збережені і відносно повні зразки цього динозавра. Висотою до 1,5 метрів і в довжину до 3,5 метрів. Рослиноїдний.
Найдавніший і найпримітивніший відомий динозавр, в якого виявлено повітряні мішки, що проникали в кістки.
Згідно з публікацією в журналі The Anatomical Record, в 2023 році палеонтологами з Університету Кампінасу (Бразилія) було проведено дослідження природи та еволюції т. зв. «повітряних мішків» у хребцях Macrocollum itaquii, результати якого поставили під сумнів всі попередні уявлення про еволюцію цих структур. Як вважалося раніше, порожнини всередині хребців складалися з тканин, які спостерігалися за допомогою мікротомографії. Однак дослідники виявили в Macrocollum itaquii внутрішні пневматичні камери, які мали чітку текстуру. Для опису нового типу тканин, вчені запровадили термін «протокамерат», оскільки тканини мали внутрішній візерунок, подібний до верблюжого. «Дотепер панівна гіпотеза припускала, що повітряні мішки виникли як камеральні, а пізніше еволюціонували в „верблюжі“. Однак наші спостереження за цим зразком свідчать про існування альтернативної форми з самого початку», — зазначив доктор Ауреліано. «Попередні дослідження скам'янілостей змусили інші дослідницькі групи припустити, що повітряні мішки вперше з'явилися в черевній області, а в шийному відділі — лише в ранньому Юрі, приблизно 190 мільйонів років тому, задовго до того, коли жив Macrocollum itaquii. Ми виявили чіткі докази наявності повітряних мішків у шийному та спинному відділах, без жодних ознак їхньої присутності в черевному відділі.», — доповнив дослідник.
Таким чином, будова Macrocollum itaquii доводить, що процес утворення «повітряних мішків» йшов у зворотному напрямку: спочатку розвинулися порожнини в грудях і шиї, а вже потім почала полегшуватися задня половина тулуба.